# Jack Kiefer
Pour les articles homonymes, voir Kiefer.
Jack Carl Kiefer est un statisticien américain né le 25 janvier 1924 à Cincinnati et mort le 10 août 1981  à Berkeley.

## Biographie
Jack Kiefer est né le 25 janvier 1924 à Cincinnati, Ohio, de Carl Jack Kiefer et Marguerite K. Rosenau. Il interrompt ses études au Massachusetts Institute of Technology débutées en 1942, au bout d'un an, pour s'enrôler en tant que premier-lieutenant dans l'United States Air Force durant la Seconde Guerre mondiale. En 1946, il retourne au MIT, obtenant ses diplômes en économie et en ingénierie en 1948 sous la supervision de Harold Freeman. Il continue ses études supérieures ensuite à l'Université Columbia, sous la supervision de Abraham Wald et Jacob Wolfowitz, recevant son Doctorat en statistiques en 1952. Durant ses études, il commence à enseigner à l'Université Cornell, y restant jusqu'en 1979, quand il quitte Cornell et accepte un poste de Professeur au Département de Statistiques et Mathématiques à l'Université de Californie à Berkeley. En 1957,il épouse Dooley Sciple, une de ses anciennes étudiantes à Cornell, et ils ont ensemble deux enfants. Kiefer décède d'une attaque cardiaque à Berkeley le 10 août 1981.

## Prix et récompenses
Kiefer est Fellow de la Société américaine de statistique et de l'Institute of Mathematical Statistics, élu en 1972 à l'Académie américaine des arts et des sciences et en 1975 à l'Académie nationale des sciences. À partir de 1969–1970 il est président de l'Institute of Mathematical Statistics.
En 1973, Kiefer et le physicien britannique Michael Fisher sont les deux premiers titulaires de la chaire Horace White (en) à Cornell.

## Travaux
De nombreuses recherches de Kiefer portent sur des plans d'expériences.
La nécrologie du American Statistician le qualifie de « Sans doute le principal artisan en plan optimal d'expériences (undoubtedly the foremost worker in optimal experimental design) ». Néanmoins, il a apporté des contributions significatives à d'autres domaines des statistiques et de l'optimisation dont l'introduction en 1953 de la méthode du nombre d'or, son sujet de thèse : un algorithme d'optimisation, c'est-à-dire de recherche de l'extremum d'une fonction, dans le cas d'une fonction unimodale. Il a également travaillé à l'inégalité DKW avec Aryeh Dvoretzky et Jacob Wolfowitz, ainsi que la représentation de Bahadur-Ghosh-Kiefer avec Raghu Raj Bahadur (en) et J. K. Ghosh (en)